# Centaurea molesworthiae
Centaurea molesworthiae — вид квіткових рослин айстрових (Asteraceae). Ендемік півдня Іспанії.
Описано новий вид із південного заходу Іспанії. Найближчими до Centaurea molesworthiae видами є C. prolongoi, C. crocata, C. occasus. Число хромосом (2n=40).